# William Morrison (chimico)
William Morrison (Scozia, 23 agosto 1855 – California, 29 agosto 1927) è stato un chimico e imprenditore scozzese naturalizzato statunitense.
Le sue conoscenze di chimica suscitarono il suo interesse nel miglioramento delle batterie ricaricabili. Si concentrò su come produrre l'energia maggiore per unità di peso per l'efficienza nel funzionamento di una singola cella di batteria. Alla fine, sviluppò batterie di accumulo molto più potenti di quelle allora disponibili. Per dare dimostrazione delle sue batterie, ne installò 24 su una comune carrozza trainata da cavalli e attaccò ad essa un motore elettrico sull'asse posteriore per farlo alimentare da esse. Attraverso varie innovazioni, sviluppò i controlli per la potenza utilizzata e lo sterzo del veicolo in modo che il guidatore avesse il controllo completo. Morrison inventò il primo pratico carrello elettrico a quattro ruote autoalimentato negli Stati Uniti. Il suo veicolo elettrico fu il primo ad essere guidato a Chicago e nella sua città natale di Des Moines nello Iowa. Questo mezzo elettrico senza cavalli della fine del XIX secolo potrebbe essere considerato il precursore dell'automobile elettrica ibrida del XXI secolo.

## Biografia
Morrison era nato in Scozia nel 1855. Aveva frequentato le scuole locali per la sua formazione iniziale interessandosi, sin da ragazzo, alla chimica, all'elettricità e alla fabbricazione di accumulatori
Frequentò un'università scozzese dove studiò chimica e nel 1880 emigrò dalla Scozia negli Stati Uniti d'America stabilendosi a Des Moines. Lavorò per il gioielliere Schmidt and Company come orologiaio e poi con i gioiellieri Marguart e Lumbard. Visse in una residenza di lusso, il Victoria Hotel.

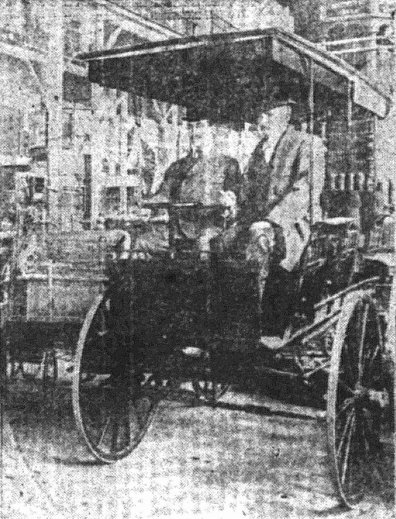
Arntz e Morrison, 1890

Morrison aveva un laboratorio segreto nel seminterrato nel centro di Des Moines, dove lavorava alle batterie di accumulo e a un carrello elettrico semovente. Lo chiamò "la Grotta". Li costruì un prototipo della prima carrozza elettrica nel 1887 Egli si avvaleva di un ingegnere meccanico, il dottor Lew Arntz, che lavorava con lui e che assemblava ciò che egli aveva progettato. Tra il 1888 e il 1890 progettò una seconda versione del suo carrello elettrico che presentava miglioramenti nel motore elettrico, nella trasmissione, nelle batterie e nel meccanismo di sterzo. Le modifiche resero la sua carrozza pratica e utile e divenne famosa: la prima automobile elettrica costruita negli Stati Uniti. Per dimostrare l'utilità dell'invenzione, il veicolo fu inserito nella parata Seni Om Sed del 1890 a Des Moines dove c'erano da 85.000 a 100.000 spettatori Il veicolo a batteria trasportava sette passeggeri. Il chimico guidò la sua automobile elettrica in tutta la città per settimane dopo la parata e partecipò a diverse gare importanti. Lo spettacolo della prima automobile sulle strade di Des Moines venne descritto su più giornali e riviste. La voce si sparse in tutto il mondo parlando della carrozza che non richiedeva cavalli ed era mobile con il proprio motore. Prima della fine dell'anno Morrison aveva ricevuto oltre 16.000 lettere che richiedevano informazioni sulla sua carrozza elettrica autoalimentata (automobile).
Egli affermò che la sua carrozza senza cavalli era la prima automobile di successo, di qualsiasi tipo, al mondo e offrì $ 5.000 (del 1890) a chiunque potesse mostrare fotografie di un esemplare simile. Le pubblicazioni commerciali Western Electrician di Chicago e Scientific American di New York confermarono le sue affermazioni e il premio non venne mai ritirato.

### Descrizione
La carrozza elettrica di Morrison poteva trasportare fino a dodici passeggeri sui suoi tre sedili a panchina. Il veicolo poteva muoversi a passo d'uomo o viaggiare a 23 km/h su strada piana e uniforme. Aveva una velocità massima di 32 km/h ed era guidato da una piccola ruota orizzontale comandata dalle mani del guidatore. Il volante aveva un apparato ad asta verticale attaccato a una struttura a cremagliera e pignone che rispondeva alla più piccola sterzata e alterava l'angolo delle ruote anteriori per cambiare la direzione del veicolo Il corpo della carrozza era costruito dalla Shaver Carriage Company a Des Moines come una normale carrozza, ma senza le caratteristiche necessarie per attaccare i cavalli. Le quattro ruote in legno erano cerchiate in acciaio per una maggiore protezione contro le strade sconnesse. Il carrello mobile semovente era dotato di un innesto a frizione che trasferiva la potenza del motore elettrico alle ruote posteriori tramite ingranaggi.
Morrison produsse dodici carrozze elettriche senza cavalli, incluso il prototipo originale del 1897. Le undici carrozze progettate e costruite da Morrison, dopo il prototipo, furono vendute per 3.600 dollari ciascuna. Nessuna di esse esiste ancora ai giorni nostri. Il suo concetto di automobile elettrica divenne popolare e, prima della fine del XIX secolo, circa un terzo di tutte le auto erano elettriche La popolarità delle carrozze elettriche senza cavalli raggiunse il picco nel 1912 quando oltre 30.000 automobili negli Stati Uniti erano registrate come funzionanti solo con batterie elettriche. Erano conosciute come auto elettrica (abbreviazione di carrozza elettrica) Il passaggio ai veicoli alimentati a benzina ha poi dominato la seconda metà del XX secolo. Il primo veicolo ibrido che utilizza una combinazione di un motore a benzina e un motore elettrico è stato messo in commercio nel 1997; questo concetto è diventato popolare nel XXI secolo.

### Batterie

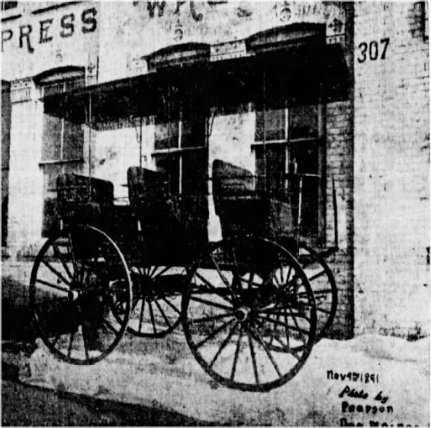
Carrozza elettrica Morrison–Strugis 1891; la didascalia recita: "Nov 9th, 1891 Photo by Pearson, Des Moines, Iowa"

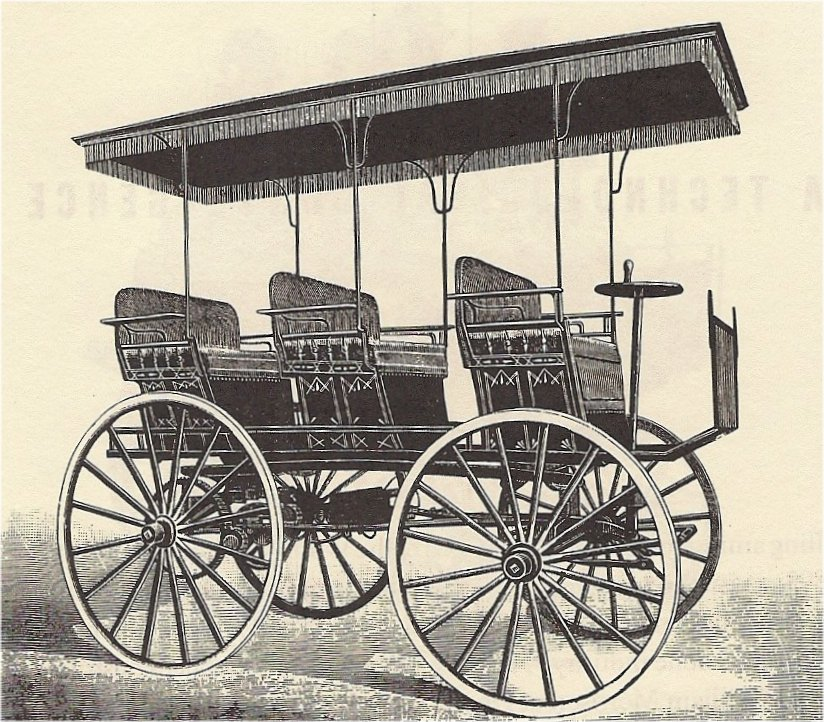
Morrison–MacDonald Electric 1892

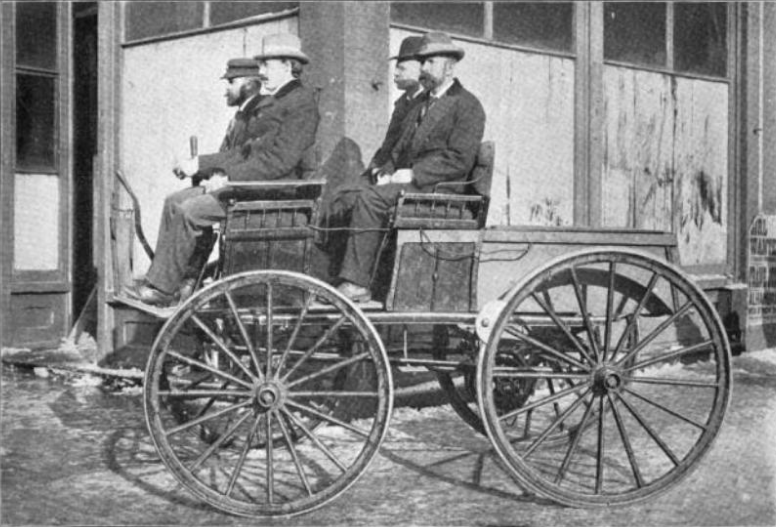
1895, Carrozza elettrica Morrison di Sturgis modificata per la corsa automobilistica Times-Herald con batterie extra, aggiunte per l'alimentazione

Le 24 celle della batteria di accumulo che producevano un'uscita di 112 ampere a 58 volt erano immagazzinate sotto la prima fila di sedili dove sedeva il conducente Pesavano 348 kg e facevano funzionare un motore elettrico da 4 cavalli vapore collegato alle ruote posteriori per azionare il carrello. La bobina elettromagnetica venne riavvolta da Morrison per essere pratica per le sue batterie che funzionavano a circa il 15% della tensione di un tram. La velocità del veicolo dipendeva dal numero di celle in uso contemporaneamente. Aveva tre velocità che dipendevano dal raggruppamento con le celle della batteria, in quantità di 8, 12 o 24 Il conducente controllava la velocità e lo sterzo Le batterie dovevano essere ricaricate ogni 80 km di guida. Era la distanza massima che un veicolo poteva coprire in un giorno a causa dell'esaurimento delle batterie. Queste venivano poi ricaricate, operazione che avveniva di notte e richiedeva dodici ore.

### American Battery Company
Harold Sturgis e John B. MacDonald dell'American Battery Company di Chicago acquistarono, ciascuno di loro, uno dei veicoli elettrici di Morrison al costo di $ 3.600. Erano il terzo e il quarto veicolo fabbricato da Morrison costruiti negli stabilimenti della Shaver Carriage Company a est di Des Moines. Sturgis fece costruire a Morrison la sua carrozza elettrica nel 1890 e nel 1891 che fu pronta il 9 novembre 1891. Il nuovo veicolo gli venne spedito via ferrovia a Chicago il 5 dicembre 1891. Il veicolo arrivò a destinazione alcuni giorni dopo. La vendita di questa carrozza elettrica a Sturgis fu la prima vendita documentata di un'auto elettrica negli Stati Uniti.
La costruzione del veicolo di MacDonald iniziò a metà del 1891 Finito a metà del 1892 gli venne spedito da Des Moines alla fine di luglio e arrivò a Chicago lunedì 8 agosto 1892 Era dotato di un motore elettrico da tre cavalli e di un set di batterie di accumulatori a 24 celle.. MacDonald, il giorno dopo, vi installò nuove batterie Morrison in preparazione di una corsa di prova il 10 agosto. Quel giorno segnò l'evento storico in cui un veicolo elettrico venne guidato per la prima volta a Chicago. Con altre quattro persone nella carrozza a propulsione elettrica, andò dal fienile di MacDonald in Monroe Street, dove era stato parcheggiato, all'ufficio della società nel centro di Chicago a Monroe Boulevard e LaSalle Street. Il tempo di percorrenza, per un tratto di 4 km, fu di 22 minuti. L'auto venne fermata diverse volte dalla folla di persone che si erano radunate per veder passare lo strano carro senza cavalli.
La Morrison-MacDonald fu quindi parcheggiata davanti alla porta d'ingresso dell'ufficio dell'azienda e vennero collegate le batterie di bordo alla corrente elettrica per la ricarica. Dopo aver ricaricato le batterie, MacDonald invitò altri tre uomini a tornare con lui alla sua residenza. Erano George T. Burroughs, il vicepresidente dell'American Battery Company, Lucius Otis Jenkins, e un giornalista del Western Electrician. Verso le 14 MacDonald guidò la carrozza dall'edificio degli uffici della società a est su West Quincy Street a Clinton Street, poi a Jackson Street e poi a ovest su Jackson Boulevard fino alla sua residenza all'angolo tra Monroe Street e Winchester Avenue.
MacDonald usò il suo veicolo Morrison Electric per promuovere le batterie della sua azienda. A partire dal settembre 1892 guidò i suoi amici e giornalisti, sul veicolo in giro per la città. Quando veniva guidato nel centro di Chicago, la folla che si radunava per vederlo era così grande che la polizia doveva allontanarla per liberare la strada affinché potesse continuare la sua marcia. Sturgis espose il suo veicolo Morrison Electric alla Chicago World's Fair del 1893. Si aggiudicò tutti i premi nella categoria carrozza elettrica per i modelli statunitensi, poiché era l'unico veicolo americano dei sei veicoli elettrici iscritti. Esposto all'Electricity Building della fiera, migliaia di persone guidarono l'auto Morrison Electric quando fu inserita in un'area chiusa da Edgar Rice Burroughs. Al termine della fiera, il veicolo venne portato in giro per il paese per promuovere la vendita dei veicoli Morrison Electric e dei prodotti dell'American Battery Company.
All'inizio del 1895, Sturgis tentò di costruire il proprio veicolo elettrico per l'imminente gara automobilistica Chicago Times-Herald. Dopo aver fallito, modificò semplicemente l'auto Morrison Electric che già aveva. Rimosse il baldacchino, i cerchi in acciaio sulle ruote in legno vennero sostituiti con cerchi in gomma dura e poi venne rimosso il vecchio motore elettrico e sostituito con uno più potente. La modifica più significativa fu la rimozione della terza panca. Ciò consentì a Sturgis di aggiungere più batterie per estendere l'autonomia del veicolo prima che fosse necessario ricaricarle. Sturgis e Morrison salirono sul veicolo in gara in un giorno in cui erano caduti 150 cm di neve. Il veicolo riuscì a percorrere solo 21 km degli 85 previsti prima dell'esaurimento delle batterie. La sua squadra ricevette un premio di $ 500 per il tentativo.

### Innovazioni meccaniche
Morrison realizzò ulteriori carrozze elettriche e le dimostrò per le strade di Des Moines nel 1892 per mostrare quanto fosse pratico e utile loro il meccanismo. Il veicolo da dodici passeggeri venne pubblicizzato come utilizzabile su strade cittadine e di campagna. I notiziari parlavano del nuovo motore elettrico innovativo che aveva progettato e che veniva comandato dal piede del guidatore a mezzo di un pedale I rapporti descrivevano anche l'esclusivo apparato di sterzo controllato da un piccolo volante controllato dal conducente, e che bastava una sola persona per azionare il carrello semovente elettrico.
Sturgis entrò con la sua auto Morrison Electric al Minneapolis Cycle Show il 6 aprile 1896. All'epoca il veicolo aveva pneumatici in gomma piena invece di ruote in legno con cerchi in acciaio. Questi pneumatici erano stati realizzati dalla Hartford Rubber Works Company. Sturgis diede passaggi ai partecipanti che avevano fatto lunghe file per assistere allo spettacolo. Guidò poi la sua Morrison Electric per le strade di Minneapolis per giorni dopo lo spettacolo in modo che gli altri potessero vedere l'automobile elettrica

### Meccanismi del carro

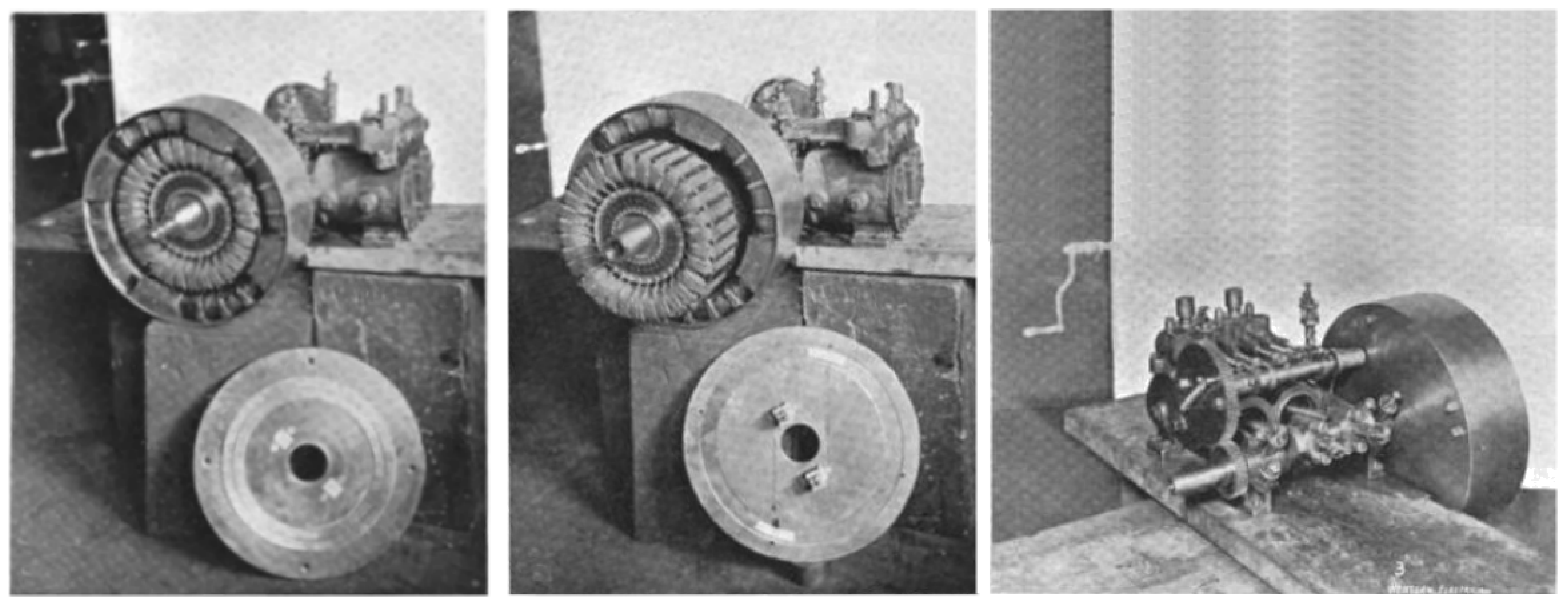
Apparecchio di conversione di potenza per regolare la potenza che va alle ruote posteriori.
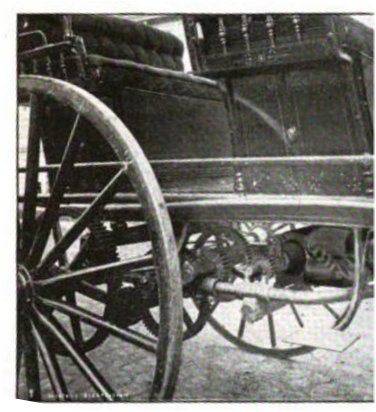
Primo piano dell'asse posteriore che mostra gli ingranaggi sul lato destro delle ruote.
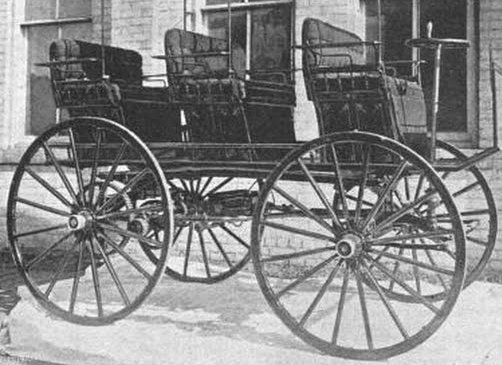
Primo piano del motore elettrico montato sull'asse posteriore.
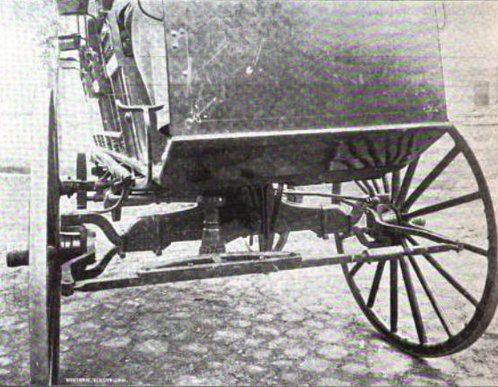
Ruote anteriori e asse con gli ingranaggi dello sterzo.
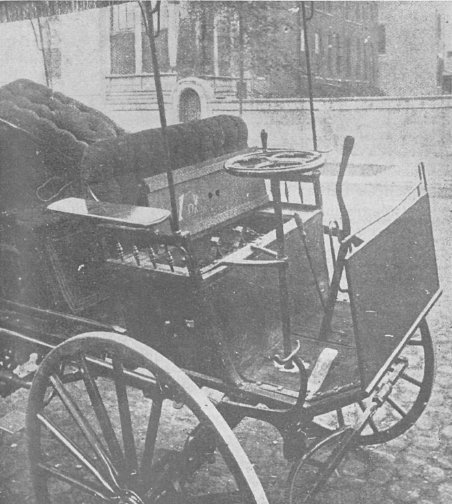
Sotto il sedile anteriore le batterie usate per azionare il motore elettrico.

## Sviluppo della batteria

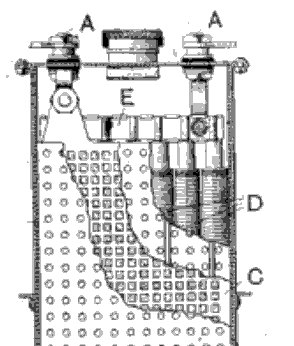
Interno della batteria di accumulo Morrison

L'interesse principale di William Morrison era lo sviluppo di batterie di accumulo efficienti Brevettò le sue innovazioni e si arricchì quando vendette i diritti sulla sua invenzione sulle batterie ad alta efficienza a diverse aziende produttrici di batterie riscuotendo le royalty Morrison aveva oltre 88 brevetti relativi alle batterie. Sviluppò la carrozza senza cavalli a propulsione elettrica, in seguito nota come automobile elettrica, solo per dimostrare l'importanza e il valore delle sue batterie, non per inventare un veicolo elettrico semovente. Voleva mostrare quanto fossero potenti le sue batterie e la propulsione di una carrozza senza cavalli di 1275 kg lo dimostrò. L'American Battery Company acquistò molti dei diritti di brevetto sulle batterie di Morrison nel 1891, il quale incassò cospicue royalty per le sue batterie prodotte dall'azienda e per le copie della sua auto elettrica che venivano realizzate.  Nel 1910 venne trasferita, a Kansas City nel Missouri, la filiale della Morrison Electric Company che produceva le auto elettriche e per anni vennero realizzate copie delle carrozze elettriche.
Nel 1890, Morrison ideò un nuovo tipo di accumulatore con isolamento in lana di vetro sulle piastre degli elettrodi. La Morrison Storage Battery ottenne un migliore funzionamento interno della batteria, impedendo lo spargimento del materiale dalle piastre positive che causava il cortocircuito. Le batterie vecchio stile a quel tempo avevano quel problema. Le batterie di Morrison erano molto più efficienti perché le sue tecnologie riducevano il peso della batteria e ne aumentavano la potenza.
Morrison ottenne un brevetto nel 1891 per la sua invenzione di batterie di accumulo migliorate che portarono alla prima auto elettrica negli Stati Uniti. Questa maggiore efficienza della batteria consentì a 24 delle sue batterie di produrre energia sufficiente per far funzionare una carrozza senza cavalli con un gruppo di persone a bordo.
Nel 1905 venne costituita la Universal Electric Storage Battery Company di Chicago. Produceva la batteria Morrison per applicazioni industriali nell'illuminazione, nelle auto elettriche, nelle ferrovie e nelle centrali elettriche. Un uso di queste batterie era per un veicolo ibrido prodotto dalla società Chicago & Alton. Un altro era come una batteria di accensione per avviare le auto con motore a scoppio.

## Vita personale
Morrison era un uomo alto, robusto e ben curato, con i capelli scuri. Un vegetariano che stava per conto suo, si trovava spesso a disagio con la gente del posto ed era conosciuto come un bizzarro mago elettrico, un eccentrico egocentrico che faceva esperimenti particolari.
Verso i trent'anni sposò una ventenne, Mary Reily, il 16 luglio 1892.. Ebbero un figlio, William Earl, che morì da piccolo. Mary morì all'incirca nello stesso periodo.
Mentre viveva a Chicago, a Morrison venne mostrata da A. H. O'Neill una fotografia della sorella ventenne di Mary, Elsie Myer di Grand Forks, nel Dakota del Nord. Morrison la incontrò 
e, due mesi dopo, la sposò. Ebbero un figlio che morì all'età di 16 anni mesi ed una figlia che sopravvisse a Morrison. Elsie morì il 5 settembre 1950.
Morrison fu coinvolto nel business delle miniere d'oro in California durante i suoi ultimi anni di vita. Morì nel nord della California nel 1927 e il suo corpo fu riportato a Des Moines per venire sepolto al Woodland Cemetery.